# Raymond Aylies
Pour les articles homonymes, voir Aylies.
Raymond Aylies, né le 11 février 1798 à Auch (Gers) et mort le 24 janvier 1875 à Paris VIIIe, est un homme politique et magistrat français.

## Biographie
Après avoir suivi des études de droit à Toulouse, il s'inscrit au barreau de Paris en 1819. D'opinions libérales, il est l'un des premiers adhérents de la société politique "Aide-toi, le ciel t'aidera". À la suite de la révolution de Juillet, il est nommé substitut du procureur du Roi près le tribunal civil de la Seine, puis conseiller à la Cour d'appel de Paris.
Député de l'Orne de 1842 à 1846, il siège dans les rangs de la Gauche constitutionnelle. Après la révolution de 1848, il est élu à l'Assemblée constituante à la fois dans l'Orne et dans le Gers, optant pour ce dernier. En 1849, il ne se représente pas et retourne dans la magistrature. Président de chambre depuis le 12 mai 1848, il est nommé conseiller à la Cour de cassation le 23 octobre 1852. En 1865, il est promu officier de la Légion d'honneur.
En 1869, il est à nouveau élu député dans la circonscription d'Auch. Après la chute du Second Empire, il rentre dans la vie privée. Il a été conseiller général du canton de Mauvezin de 1848 à 1861 ainsi que du canton d'Auch-Sud de 1861 à 1870, et a présidé à deux reprises le conseil général, du 26 août 1850 au 26 août 1851 et du 23 août 1852 au 22 août 1853.